# Manfredo da Cornazzano
Manfredo da Cornazzano (né vers 1180, et mort à Borghetto sul Taro le 16 juin 1247) est un homme politique et général italien.

## Biographie
Il est le fils de Gherardo IV da Cornazzano et le frère de Oddone IV et Gerardo V. Son nom apparaît pour la première fois dans un document de 1198, où il enregistre la vente de certaines propriétés à ses vassaux. En 1224, il est recteur impérial de Parme, en 1237 de Reggio, puis de Lucques et d'Arezzo. En 1237, il prend les armes pour l'empereur Frédéric II, ralliant les forces de Reggio, Parme et Crémone près du château de Mosio (it), sur les rives de l'Oglio. De là, les troupes avancent pour conquérir les forteresses de Redondesco, Goito et Guidizzolo, dans le Mantouan. Ils s'emparent ensuite des forts de Carpenedolo et de Casaloldo. Remontant la rivière Chiese en territoire brescian, ils rejoignent l'empereur campant entre Calcinato et Montichiari et attaquent ce dernier château, contraignant les habitants à se rendre le 22 octobre 1237. Les Impériaux, déplacés dans la région de Pontevico, affrontent l'armée de la Ligue lombarde et le 27 novembre, lors de la bataille de Cortenova, Frédéric II défait les forces de la Ligue et les Milanais.
Toujours fidèle à l'empereur, en 1244, il est podestat de Crémone. À la fin de son mandat, il retourne à Parme, secouée par les luttes entre le pape et l'empire.
Le 16 juin 1247 à Borghetto sul Taro, lors d'une violente bataille entre les guelfes exilés de Parme et les forces impériales, Manfredo perd la vie.

## Descendance
Bartolomeo épousa Auda Tavernieri, sœur de Bartolo Tavernieri, chef du parti impérial de Parme.